# Timeless (album de Meghan Trainor)
Pour les articles homonymes, voir Timeless.
Albums de Meghan Trainor
Takin' It Back (en)
(2022)
Singles
1. Been Like This (feat. T-Pain)
Sortie : 14 mars 2024
2. To the Moon
Sortie : 3 mai 2024
3. Whoops
Sortie : 24 juin 2024

Timeless est le sixième album studio de l'auteure-compositrice-interprète américaine Meghan Trainor sorti le 7 juin 2024 sur le label Epic Records.
Il succède à Takin' It Back (en) sorti en 2022. Présenté comme un retour aux sources doo-wop et pop, genres qui ont fait le succès de l'artiste avec une chanson comme All About That Bass en 2014, l'album est également mâtiné de sonorités RnB et dance-pop,. Sa sortie est précédée par celle du single Been Like This en mars 2024, réalisé en collaboration avec T-Pain. En soutien à Timeless, Trainor se lance dans The Timeless Tour, sa première tournée de concerts depuis plus de sept ans.

## Liste des titres
| No  | Titre                                   | Auteur                                                                                        | Durée |
| --- | --------------------------------------- | --------------------------------------------------------------------------------------------- | ----- |
| 1.  | To the Moon                             | - Meghan Trainor - Jacob Kasher Hindlin - Federico Vindver                                    | 2:29  |
| 2.  | Been Like This (avec T-Pain)            | - M. Trainor - Faheem Najm - Kurt Thum - Ryan Trainor - Gian Stone - Grant Boutin             | 2:25  |
| 3.  | Crowded Room                            | - M. Trainor - Vindver - Emily Warren                                                         | 2:24  |
| 4.  | Whoops                                  | - M. Trainor - Stone - Boutin - Sean Douglas                                                  | 2:28  |
| 5.  | Crushin' (featuring Lawrence)           | - M. Trainor - Clyde Lawrence - Gracie Lawrence - Boutin - Jonny Koh - Jordan Cohen - Douglas | 2:03  |
| 6.  | I Wanna Thank Me (featuring Niecy Nash) | - M. Trainor - Carol Nash - Hindlin - Vindver                                                 | 2:23  |
| 7.  | Love on Hold (featuring T-Pain)         | - M. Trainor - Najm - Boutin - R. Trainor - Justin Trainor                                    | 2:57  |
| 8.  | Forget How to Love                      | - M. Trainor - R. Trainor - J. Trainor - Scott Hoying                                         | 3:18  |
| 9.  | Rollin'                                 | - M. Trainor - Vindver - Hindlin                                                              | 2:46  |
| 10. | I Don't Do Maybe                        | - M. Trainor - Stone - Jason Evigan - Greg Evigan                                             | 2:30  |
| 11. | I Get It                                | - M. Trainor - Hindlin - Vindver                                                              | 3:05  |
| 12. | Sleepin' on Me                          | - M. Trainor - Boutin - Scott Harris                                                          | 3:02  |
| 13. | Hate It Here                            | - M. Trainor - J. Trainor - Stone - Steph Jones                                               | 2:46  |
| 14. | Bestie                                  | - M. Trainor - Stone - Boutin - Douglas                                                       | 3:11  |
| 15. | Doin' It All for You                    | - M. Trainor - J. Trainor - R. Trainor - Boutin - Chris Gelbuda                               | 3:20  |
| 16. | Timeless                                | - M. Trainor - Vindver - Stone - Douglas                                                      | 3:13  |

| 17. | Bite Me | - M. Trainor - Vindver - Douglas | 2:51 |

### Classements hebdomadaires
| Classement (2024)              | Meilleure place |
| ------------------------------ | --------------- |
| Australie (ARIA)               | 23              |
| Autriche (Ö3 Austria Top 40)   | 55              |
| Belgique (Flandre Ultratop)    | 158             |
| Canada (Canadian Albums Chart) | 48              |
| États-Unis (Billboard 200)     | 27              |
| Royaume-Uni (UK Albums Chart)  | 12              |
| Suisse (Schweizer Hitparade)   | 97              |